# Unique Modèle 10

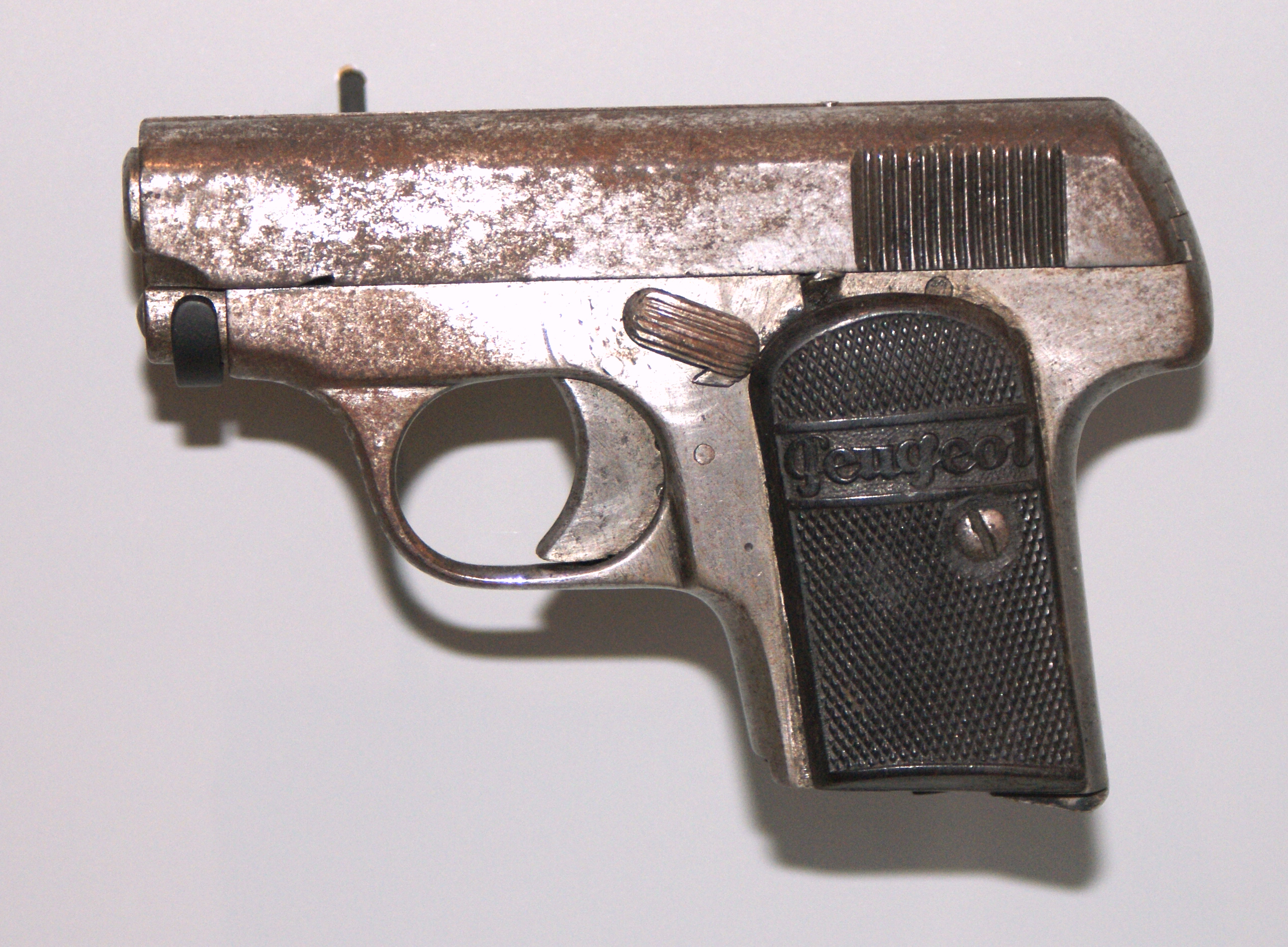
Ce pistolet automatique à 6 coups en calibre .25 ACP utilisé par la résistance française est un Unique 10 vendu sous la marque Peugeot dans les années 1930.

 (janvier 2022).
La mise en forme du texte ne suit pas les recommandations de Wikipédia : il faut le « wikifier ».
Les points d'amélioration suivants sont les cas les plus fréquents :
- Les titres sont pré-formatés par le logiciel. Ils ne sont ni en capitales, ni en gras.
- Le texte ne doit pas être écrit en capitales (les noms de famille non plus), ni en gras, ni en italique, ni en « petit »…
- Le gras n'est utilisé que pour surligner le titre de l'article dans l'introduction, une seule fois.
- L'italique est rarement utilisé : mots en langue étrangère, titres d'œuvres, noms de bateaux, etc.
- Les citations ne sont pas en italique mais en corps de texte normal. Elles sont entourées par des guillemets français : « et ».
- Les listes à puces sont à éviter, des paragraphes rédigés étant largement préférés. Les tableaux sont à réserver à la présentation de données structurées (résultats, etc.).
- Les appels de note de bas de page (petits chiffres en exposant, introduits par l'outil «  Source ») sont à placer entre la fin de phrase et le point final[comme ça].
- Les liens internes (vers d'autres articles de Wikipédia) sont à choisir avec parcimonie. Créez des liens vers des articles approfondissant le sujet. Les termes génériques sans rapport avec le sujet sont à éviter, ainsi que les répétitions de liens vers un même terme.
- Les liens externes sont à placer uniquement dans une section « Liens externes », à la fin de l'article. Ces liens sont à choisir avec parcimonie suivant les règles définies. Si un lien sert de source à l'article, son insertion dans le texte est à faire par les notes de bas de page.
- La présentation des références doit suivre les conventions bibliographiques. Il est recommandé d'utiliser les modèles {{Ouvrage}}, {{Chapitre}}, {{Article}}, {{Lien web}} et/ou {{Bibliographie}}. Le mode d'édition visuel peut mettre en forme automatiquement les références.
- Insérer une infobox (cadre d'informations à droite) n'est pas obligatoire pour parachever la mise en page.

Pour une aide détaillée, merci de consulter Aide:Wikification.
Si vous pensez que ces points ont été résolus, vous pouvez retirer ce bandeau et améliorer la mise en forme d'un autre article.
Pour les articles homonymes, voir Unique.
L'Unique Modèle 10 est un pistolet de défense dérivé du Browning modèle 1906. Fabriqué par la MAPF durant l'Entre-deux-guerres, il tire le 6,35 Browning. Cette gamme de pistolet de gousset comprend aussi les modèles 11/12/13/14.

## Présentation
Vendu de 1923 à 1940, cette famille de pistolets compacts (10 cm de long pour 370 g à 400 g selon la variante) fonctionne en simple action grâce à un système de culasse non calée et percuteur lancé.
Sa visée fixe comprend une rainure protégeant un guidon boule.
Il comprend deux puis deux sûretés :
- levier manuel
- tir impossible sans chargeur

La finition est bronzée ou nickelée. De même les plaquettes de crosse sont en caoutchouc durci, en nacre ou en ivoire.
Enfin, son chargeur contient 6,7 ou 9 cartouches suivant le modèle.

## Variantes
Il existe deux versions principale, une avec un canon standard (5,5 cm) et une autre plus rare avec un canon long (8,4 cm).
En jouant sur des modifications mécaniques mineures sont commercialisés les Unique 11 et 12 (dotés d'une pédale de sûreté). Pour leur part les modèles Unique 13 et 14 sont des Modèles 10 dotés de chargeurs de 7 et 9 coups

## Diffusion
Vendu de 1923 à 1940, l'Unique 10 se retrouve aussi commercialisée par d'autres revendeurs que la MAPF. Ces PA Ceux-ci désirant leur propre marque comme Gallia, Ixor mais aussi Peugeot Automoto (ou ATM) pour Peugeot Frères ou SAM pour La Samaritaine voire Vercar chez Verney-Carron. Très populaire et répandu en 1940, l'Unique 10 se retrouve au poing des FFI sous l'Occupation.

## Dans la culture populaire française
Moins présent à l'écran que le Petit Browning belge, le Modèle 10 apparaît néanmoins dans les mains de Marie Chantal (Marie Laforêt et d'Olga (Stéphane Audran dans le film d'espionnage parodique Marie-Chantal contre Dr Kha (1965) réalisé par Claude Chabrol selon le site Internet Movie Firearm Database.

## Source
(janvier 2022).
Cette notice est basée sur la fiche Unique Modele 10 du site www.armeetpassion.com.